# Ареостиль
Ареостиль (лат. araeostyle, от др.-греч. άραιος — редкий, тонкий и др.-греч. στυλος — столб, колонна) — колоннада с широко расставленными колоннами. Древнеримский зодчий Витрувий на основе изучения древнегреческих памятников в трактате «Десять книг об архитектуре» (13 г. до н. э.) выделил особенный тип колоннад с максимально широким интерколумнием — широко расставленными колоннами, расстояние между которыми составляло не менее, чем три с половиной или четыре нижних диаметра (эмбата). Ареостиль характерен для архитектуры древних этрусков, которые делали перекрытия — архитравы из деревянных балок. Деревянные балки имеют возможность эффективно противостоять нагрузке на прогиб.
В Древнем Риме ареостиль использовали крайне редко. Для каменной кладки такое расстояние между колоннами было слишком велико. Поэтому в классической архитектуре чаще используют пикностиль, плотную установку с интерколумнием в 1½ диаметра колонны, систиль (суженная установка) с расстоянием в 2 диаметра, евстиль (наилучшая установка) — 2¼ диаметра и диастиль (расширенная установка) с интерколумнием максимум в 3 нижних диаметра колонны. Тем более необычным воспринимается ареостиль в редком примере неоклассической архитектуры Камероновой галереи в Царском Селе близ Санкт-Петербурга (1784—1787). Архитектор Чарлз Камерон вдохновлялся в этой постройке ионическим ордером Эрехтейона Афинского акрополя и архитектурой древних этрусков в Италии.